# دیرین‌نشخوارکنندگان
دیرین‌نشخوارکنندگان (به لاتین: Palaeomerycidae) نام یک تیره منقرض‌شده از زیرراسته نشخوارکنندگان از راستهٔ جفت‌سم‌سانان است. دیرین‌نشخوارکنندگان در آمریکای شمالی، اروپا، آفریقا و آسیا از ۳۳ تا ۴٫۹ میلیون سال پیش (از دوره‌های ائوسن پسین تا میوسن)، در حدود ۲۸ میلیون سال حضور داشتند. همچنین یک گونه از آمریکای جنوبی گزارش شد. اما بعد هویت آن به عنوان دیرین‌نشخوارکنندگان مورد مناقشه قرار گرفت.